# Nivjanin
Nivjanin (Bulgaars: Нивянин) is een dorp in het noordwesten van Bulgarije. Zij is gelegen in de gemeente Borovan in de oblast Vratsa. Het dorp ligt ongeveer 27 km ten noorden van Vratsa en 85 km ten noorden van de hoofdstad Sofia.

## Bevolking
In de eerste volkstelling van 1934 registreerde het dorp 2.400 inwoners. Dit groeide tot een officiële hoogtepunt van 2.518 inwoners in 1946. Sindsdien neemt het inwonersaantal continu af. Op 31 december 2019 telde het dorp 462 inwoners.
Van de 479 inwoners reageerden er 478 op de optionele volkstelling van 2011. Van deze 478 respondenten identificeerden 449 personen zich als etnische Bulgaren (94%) en 5 als Bulgaarse Turken (1%).
Van de 479 inwoners in februari 2011 werden geteld, waren er 57 jonger dan 15 jaar oud (12%), gevolgd door 244 personen tussen de 15-64 jaar oud (51%) en 178 personen van 65 jaar of ouder (37%).